# Laubieriopsis cabiochi
Laubieriopsis cabiochi är en ringmaskart som först beskrevs av Amoureux 1982.  Laubieriopsis cabiochi ingår i släktet Laubieriopsis och familjen Fauveliopsidae. Inga underarter finns listade i Catalogue of Life.